# Alejandro Rebolledo (escritor)
Alejandro Rebolledo Pulgar (Caracas, Distrito Federal, Venezuela, 1970-Barcelona, España, 2016) fue un periodista y escritor venezolano.

## Biografía
Hijo del cineasta Carlos Rebolledo y la socióloga Leonor Pulgar, estudió bachillerato en los colegios Santiago de León y Los Álamos y periodismo en la Universidad Central de Venezuela. Antes de fallecer, terminaba la tesis de doctorado de Psicología Social en la Universitat Autònoma de Barcelona.
Terminado la carrera de Comunicación Social, empieza como periodista de El Nacional y redactor estrella de la revista Feriado, donde se convierte en uno de los primeros exponentes del 'nuevo periodismo' en Venezuela. Además de presentaciones como DJ en el Bar Moloko, del que fue socio, y la producción de eventos de música electrónica, Rebolledo fue miembro fundador del colectivo artístico extra-plástico Escuadrón Sudaca, con el que participó en los salones Pirelli y Dior así como la Feria Internacional de Arte de Caracas.
En 1996 rediseña el concepto editorial del semanario Urbe para convertirlo en la referencia el periodismo juvenil de la época. En 1997 es cofundador y pasa a dirigir la revista Radar, además de conducir el programa radial 'El Último Round' junto a Erika de la Vega en la emisora 92.9 FM. En 1998 es cofundador del portal de internet Loquesea.com donde coordina editorialmente las ediciones del sitio, incluyendo México, Brasil y Argentina. 
Ese mismo 1998 y bajo el sello editorial Libros Urbe publica la novela Pin Pan Pun que en el año siguiente gana por votación popular gana el Premio Urbe a la novela del año y llega a ser finalista del Premio Rómulo Gallegos. Precisamente, su nominación a este último consiguió una ola de rechazo entre los intelectuales venezolanos "por parte del sector especializado se ha observado un evidente menosprecio por la novela de Rebolledo. Esta actitud resulta cuestionable una vez que el jurado de la XI edición del Premio Internacional de Novela Rómulo Gallegos llegó a incluirla entre las treinta finalistas, es decir, la reconoció como un texto relevante entre el conjunto de novelas hispanoamericanas publicadas en los últimos dos años. Como vemos, los reproches de sensacionalismo publicitario o ardid editorial resultan inaceptables" refiere al respecto el escritor Arnaldo Valero. En una entrevista que salió publicada en el suplemento "Papel Literario" de el diario El Nacional, Adriano González León cuestionó el sentido del gusto de los lectores de Pin Pan Pun y les recomendó otras lecturas, entre ellas, la Biblia. En 2010, es reeditada por Ediciones Puntocero.
Sobre la polémica generada en torno a su estilo de escritura al ser nominado a este premio, Rebolledo respondió con:

Yo no sé qué significa realismo mágico. [Pin pan pun] no es, por ejemplo, igual que “Como agua para chocolate”, que es una ridiculez. Mi libro no es como la estupidez de ambientar siempre la novela latinoamericana en una hacienda por allí botada en el monte (...) No puedo ocultar que cuando me mandaron a leer [Cien años de Soledad] en cuarto año de bachillerato sucumbí ante la melancolía agrícola de García Márquez, pero después me fastidié y no la pude terminar. Quería leer otras cosas. Creo que la gente, como yo, está fastidiada de que la novela latinoamericana se asocie siempre con García Márquez, las gallinas y los dramas de los borrachos bohemios desubicados (...) esas cosas que tienen que ver con gallinas y sapos que vuelan o con los dramas de los borrachos exguerrilleros no son de mi completo agrado.

En el 2003 empieza a escribir en el diario vespertino El Mundo y se presenta como DJ en los locales The Flower y Elektro en fiestas en cuya organización participa activamente. 
Se muda a Barcelona, España en el 2005 para iniciar un doctorado en Psicología Social y continuar su labor literaria. El poemario Romances del Distroy, el cual publicó él mismo en internet, y los fragmentos no publicados que componen El Conde de Rovellones datan de esa época. En los 2010s escribe su tesis de doctorado sobre el fenómeno antropológico de Starbucks, que queda incompleta.
En el 2016 decide retomar su oficio de cronista con un libro sobre Venezuela y participa en la fundación de la editorial Codex. Unas semanas más tarde fallece inesperadamente en Barcelona.

## Obras

### Novelas
- Pin Pan Pun. Libros Urbe. 1998. ISBN 980-07-4857-1.

### Poemas
- Romance del Distroy. Alejandro Rebolledo. 2009.
- El Conde de Rovellones. Alejandro Rebolledo. 2011.

## Premios
| Año  | Premio                      | Posición  |
| 1999 | Premio Rómulo Gallegos      | Finalista |
| 1999 | Premios Urbe Novela del Año | Ganador   |